# Korénnaia Balka
Korénnaia Balka (en rus Коренная Балка) és un possiólok del raion de Belorétxensk, del krai de Krasnodar, a Rússia. És a la confluència dels rius Vtoràia i Beriózovaia, afluents del Pxekha, de la conca hidrogràfica del Kuban, a 21 km al sud-oest de Belorétxensk i a 81 km al sud-est de Krasnodar. Pertany a la stanitsa de Pxékhskaia.